# Артабан IV од Партије
Артабан IV (грч. Αρτάβανος, пар. 𐭍𐭐𐭕𐭓 Ardawān; најраније средина 2. века — Хормиздеган, 28. април 224) је био шаханшах Партије (216—224), ривал свом старијем брату Вологасу VI од кога је преотео највећи део Партског царства. На спољном плану, владавину обележили сукоби са Римским царством који су кулминирали битком код Нисибиса 217. године, а на унутрашњем рат против господара Персиса, Сасанида Ардашира. Овај потоњи се завршио сломом Партског и успоном Сасанидског царства.

## Порекло и долазак на власт
Артабан је био млађи син партског шаханшаха Вологаса V. Мајка му је можда била иверијска принцеза, кћерка краља Фаразмана III, јер се зна да је Вологас V био ожењен истом. Око 216. године побунио се против власти старијег брата Вологаса VI и врло брзо успео да завлада највећим делом Партског царства, док је Вологас под својом влашћу задржао само део средње Месопотамије.

## Рат са Римским царством
Пошто је завладао Царством, Артабан је морао да се суочи са озбиљнијим спољно-политичким изазовима. Амбциозан да обнови царство Александра Великог, римски цар Каракала тражио повод за рат са Партијом и нашао га је у томе што је Артабан наводно одбио да му да своју кћерку за жену. Артабан је добро проценио Каракалу, па се није трудио да избегне рат. Већ 216. године Римска војска на челу са принцепсом упала је у Месопотамију. Римљани су опустошили Адијабену, уништили многе градове, утврђења и освојили Арбелу у којој су опљачкали арсакидске краљевске гробове. Парћани су бежали у планинско подручје иза Тигра, па није дошло до отворене битке. Међутим, када је Артабан почео да се приближава на челу огромне војске, Каракала се повукао на запад.
У пролеће 217. године, док се Артабан приближавао Кари, Каракала је био убијен. Шаханшах је био жељан освете за силну штету нанету Парћанима прошле године, па су преговори које је покушао нови римски цар Макрин били безуспешни. Макрин је прво понудио Артабану мир са територијалним статусом кво, вративши му заробљенике. Међутим, шаханшах је тражио и одштету за уништене краљевске гробове, поновну градњу уништених утврђења и градова, па чак и предају провинције Месопотамије коју је створио Септимије Север.
Како су ово били неприхватљиви услови за римску страну, дошло је до директног окршаја. Две војске су се судариле у бици код Нисибиса у лето 217. године, у којој су се Римљани у главном успешно бранили пред налетима бројнијих Парћана. После три дана битка је завршена нерешеним исходом и са тешким губицима на обе стране. Журећи да се учврсти на престолу, Макрин је био вољнији да попусти и да тражи мир. Исплатио је Артабану велику суму ратне одштете од 200 милиона сестерција и напустио планове о освајању остатка Међуречја. Због великих губитака и чињенице да је његова војска, која је била добрим делом састављена од вазала почела да се распада, и сам Артабан је одустао од осталих услова. Уследило је Макриново повлачење.

## Рат са Сасанидима
Показало се да су по Партско царство још опаснији били унутрашњи проблеми. Централна власт у Царству увелико је опадала, а зависне краљевине од којих се оно састојало тежиле су за отцепљењем. Ову тенденцију додатно су убрзали пређашњи сукоби с Римом који су додатно ограничили војне снаге којим би се шаханшах супротставио сепаратистичким тежњама. Међу зависним краљевима нарочито се истицао Ардашир, оснивач династије Сасанида. Ардашир је учврстио власт у Персису, захтевајући заклетве верности од локалних нижих господара, потом је ставио под своју контролу и Керман, Исфахан, Сузијану и Харакену, чиме је завладао добрим делом Иранске висоравни и ушћем Тигра и Еуфрата у Персијски залив.
Забринут овом експанзијом, Артабан је наредио краљу Хузестана да се супротстави амбициозном и енергичном Персијанцу. Из овог сукоба је Ардашир изашао као победник. Године 224. Артабан је лично повео војску на Персис и био поражен, уз тешке губитке на обе стране. У другој бици шаханшах је претрпео веће губитке и опет доживео пораз. До коначне битке дошло је код Хормиздегана 28. априла 224. године у којој је партска војска потпуно поражена, а Артабан погинуо. Након тога је Ардашир заузео остатак Партског царства и прогласио се за шаханшаха Персије оснивајући Сасанидско царство.
Артабан је имао два сина, Арсака и Артавазда. Старији Арсак побегао је из Персије после очеве погибије и вратио се око 230. године да са Артаваздом подигне устанак против Сасанида. Међутим, завера је откривена и обојица су погубљени. Артабанова кћерка Мурод удала се за Ардашира и родила му сина, будућег шаханшаха, Шапура.